# Bretislao I di Boemia
Bretislao I (in ceco Břetislav I.; tra il 1002 e il 1005 – Chrudim, 10 gennaio 1055), conosciuto come "l’Achille boemo", della dinastia dei Přemyslidi, fu duca di Boemia dal 1035 fino alla sua morte.

## Biografia
Bretislao era un figlio del duca Ulrico\Oldřich e della sua aspirante moglie Božena; nel 1019, a Schweinfurt, egli rapì da un monastero quella che sarebbe diventata la sua futura moglie, Giuditta (Jitka) di Schweinfurt, figlia del magnate bavarese, il margravio di Nordgau Enrico di Schweinfurt.
Durante il regno del padre, nel 1029, egli recuperò la Moravia dalla Polonia; nel 1031 circa, Bretislao invase l'Ungheria al fine di impedirne l'espansionismo sotto il loro re Stefano I. La spartizione della Boemia tra Ulrico/Oldřich e il fratello Jaromír, avvenuta nel 1034, fu probabilmente la ragione che costrinse Bretislao a tornare in patria, per prendere il trono lasciato vacante dall'abdicazione di Jaromír.
Nel 1035 Bretislao aiutò l'imperatore Corrado II nella sua guerra contro i Lusaziani; nel 1039 invase la Grande e la Piccola Polonia, conquistò Poznań e saccheggiò Gniezno, portando con sé le reliquie di Sant'Adalberto. Sulla via del ritorno egli conquistò parte della Slesia, compresa Breslavia. Uno dei risultati più importanti che riuscì a raggiungere fu la creazione di un'arcidiocesi a Praga e di creare un grande stato soggetto unicamente al Sacro Romano Impero. Nel 1040 il re tedesco Enrico III invase la Boemia, ma venne costretto a ritirarsi dopo le sconfitta riportate nella battaglia di Brudek e nella prima battaglia di Chlumec; ciononostante, l'anno seguente, Enrico III ritentò l'impresa, oltrepassò le linee di confine e diede l'assedio a Bretislao a Praga. Costretto da un ammutinamento tra i suoi nobili e tradito dal suo vescovo, Bretislao dovette rinunciare a tutte le sue conquiste in Moravia.
Nel 1047 l'imperatore Enrico III negoziò un trattato di pace con Bretislao e i polacchi; questo patto agì in favore di Bretislao, dal momento che il governante della Polonia si impegnò a non attaccare la Boemia in cambiò di una sovvenzione annuale a Gniezno. Nel 1054 Bretislao promulgò la Legge di Anzianità: per la prima volta nella storia del paese, questo atto dichiarò che la Boemia e la Moravia sarebbero state ereditate direttamente attraverso la linea primigenia della dinastia Přemyslide, mentre i membri più giovani sarebbero stati autorizzati a governare la Moravia, secondo la discrezionalità del Duca.
Bretislao fu inoltre autore di numerosi decreti concernenti la disciplina della cristianizzazione, che inclusero, tra le altre cose, il bando della poligamia e il divieto di commerciare durante le festività.
Bretislao morì a Chrudim nel 1055, mentre si stava preparando per un'altra invasione dell'Ungheria; gli successe il figlio Spytihněv II.

## Matrimonio e figli
Fu nel 1030 che egli sposò Giuditta di Schweinfurt, figlia di Enrico di Schweinfurt e di Gerberga di Gleiberg; apparteneva dunque alla dinastia di Schweinfurt. Prima della sua morte, Bretislao organizzò la propria successione: il figlio maggiore, Spytihněv, sarebbe diventato duca di Boemia con pieno controllo sul territorio. La Moravia sarebbe stata posta sotto il governo della corona boema, ma divisa tra i tre figli minori: Vratislao ebbe Olomouc, Corrado governava Znojmo, mentre Brno andò a Ottone. Il figlio più giovane, Jaromir, entrò nella Chiesa e divenne vescovo di Praga.

## Ascendenza
|                       |   |           | Genitori |  |  | Nonni |  |  | Bisnonni             |  |  | Trisnonni             |  |
|                       |   |           |          |  |  |       |  |  | Boleslao I di Boemia |  |  | Vratislao I di Boemia |  |
|                       |   |           |          |  |  |       |  |  | Boleslao I di Boemia |  |  | Vratislao I di Boemia |  |
|                       |   | Drahomira |          |  |  |       |  |  | Boleslao I di Boemia |  |  |                       |  |
| Boleslao II di Boemia |   |           |          |  |  |       |  |  | Boleslao I di Boemia |  |  |                       |  |
|                       |   | Biagota   | …        |  |  |       |  |  |                      |  |  |                       |  |
|                       |   | Biagota   | …        |  |  |       |  |  |                      |  |  |                       |  |
|                       |   | Biagota   | …        |  |  |       |  |  |                      |  |  |                       |  |
| Ulrico di Boemia      |   | Biagota   |          |  |  |       |  |  |                      |  |  |                       |  |
|                       |   | …         | …        |  |  |       |  |  |                      |  |  |                       |  |
|                       |   | …         | …        |  |  |       |  |  |                      |  |  |                       |  |
|                       |   | …         | …        |  |  |       |  |  |                      |  |  |                       |  |
| …                     |   | …         |          |  |  |       |  |  |                      |  |  |                       |  |
|                       |   | …         | …        |  |  |       |  |  |                      |  |  |                       |  |
|                       |   | …         | …        |  |  |       |  |  |                      |  |  |                       |  |
|                       |   | …         | …        |  |  |       |  |  |                      |  |  |                       |  |
| Bretislao I di Boemia |   | …         |          |  |  |       |  |  |                      |  |  |                       |  |
|                       | … | …         |          |  |  |       |  |  |                      |  |  |                       |  |
|                       | … | …         |          |  |  |       |  |  |                      |  |  |                       |  |
|                       | … | …         |          |  |  |       |  |  |                      |  |  |                       |  |
| …                     | … |           |          |  |  |       |  |  |                      |  |  |                       |  |
|                       |   | …         | …        |  |  |       |  |  |                      |  |  |                       |  |
|                       |   | …         | …        |  |  |       |  |  |                      |  |  |                       |  |
|                       |   | …         | …        |  |  |       |  |  |                      |  |  |                       |  |
| Božena di Boemia      |   | …         |          |  |  |       |  |  |                      |  |  |                       |  |
|                       |   | …         | …        |  |  |       |  |  |                      |  |  |                       |  |
|                       |   | …         | …        |  |  |       |  |  |                      |  |  |                       |  |
|                       |   | …         | …        |  |  |       |  |  |                      |  |  |                       |  |
| …                     |   | …         |          |  |  |       |  |  |                      |  |  |                       |  |
|                       |   | …         | …        |  |  |       |  |  |                      |  |  |                       |  |
|                       |   | …         | …        |  |  |       |  |  |                      |  |  |                       |  |
|                       |   | …         | …        |  |  |       |  |  |                      |  |  |                       |  |
|                       |   | …         |          |  |  |       |  |  |                      |  |  |                       |  |